# Dori Dorika
Dori Dorika, nome d'arte di Dorotea Massa,  spesso indicata anche come Dory Dorika (Odessa, 1º ottobre 1913 – Milano, 28 ottobre 1992), è stata un'attrice russa che visse in Italia.

## Biografia
Figlia di padre italiano e di madre russa, si trasferì dalla natia Odessa a Milano quando aveva un anno. A nove cominciò ad apparire in teatro, creando un repertorio di macchiette. A partire dal 1923 fu considerata come una delle più note caratteriste del teatro italiano, sino a che, all'inizio degli anni cinquanta, decise di passare al cinema.
Il suo esordio sul grande schermo avvenne nella pellicola Come te movi, te fulmino!, (1958) di Mario Mattoli. In seguito Dori Dorika apparve in Signori si nasce (1960), sempre di Mario Mattoli, ma soprattutto in Paolo il caldo (1973) di Marco Vicario, che le regalò uno dei ruoli più importanti della sua carriera. Le parti sostenute da Dori Dorika nel cinema furono sostanzialmente piuttosto stereotipate, anche se caratterizzate con gusto dall'attrice.
Si ritirò in una villa sulla via Appia, a Roma, agli inizi degli anni ottanta, abbandonando le scene, per poi morire a Milano il 28 ottobre 1992, poco dopo aver compiuto 79 anni. Venne quindi cremata: le ceneri sono state sepolte nel cimitero maggiore di Milano.

## Filmografia
- Come te movi, te fulmino!, regia di Mario Mattoli (1958)
- Ballerina e Buon Dio, regia di Antonio Leonviola (1958)
- Uomini e nobiluomini, regia di Giorgio Bianchi  (1959)
- Juke box - Urli d'amore, regia di Mauro Morassi (1959)
- Signori si nasce, regia di Mario Mattoli (1960)
- Risate di gioia, regia di Mario Monicelli (1960)
- Il mio amico Jekyll, regia di Marino Girolami (1960)
- Apocalisse sul fiume giallo, regia di Renzo Merusi (1960)
- Anonima cocottes, regia di Camillo Mastrocinque (1960)
- Fontana di Trevi, regia di Carlo Campogalliani (1960)
- Ferragosto in bikini, regia di Marino Girolami (1960)
- Bellezze sulla spiaggia, regia di Romolo Girolami (1961)
- Scandali al mare, regia di Marino Girolami (1961)
- Totò di notte n. 1, regia di Mario Amendola (1962)
- Il medico delle donne, regia di Marino Girolami (1962)
- I soliti rapinatori a Milano, regia di Giulio Petroni (1963)
- La donna degli altri è sempre più bella, regia di Marino Girolami (1963)
- Non son degno di te, regia di Ettore Maria Fizzarotti (1965)
- Bianco, rosso e..., regia di Alberto Lattuada (1972)
- Paolo il caldo, regia di Marco Vicario (1973)
- Il cav. Costante Nicosia demoniaco ovvero: Dracula in Brianza, regia di Lucio Fulci (1975)
- Gli amici di Nick Hezard, regia di Fernando Di Leo (1976)

## Prosa televisiva Rai
- Bene mio e core mio di Eduardo De Filippo
- Ricordati di Cesare, regia di Alessandro Brissoni, trasmessa il 9 settembre 1962.
- Un ultimo sacrificio, regia di Alessandro Brissoni, trasmessa il 21 giugno 1963.
- Il boia di Siviglia, regia di Eros Macchi, trasmessa il 15 luglio 1963.
- La moglie di papà, regia di Marcello Santarelli (1963)
- Chi non prova non ci crede, regia di Carlo Di Stefano, trasmessa il 9 giugno 1968.

## Varietà televisivi Rai
- L'impareggiabile Arturo di Bruno Corbucci e Giovanni Grimaldi, regia di Romolo Siena, con Erminio Macario, episodio Il vero e il falso, trasmesso il 20 agosto 1961.

## La commedia musicale
- Un paio d'ali di Garinei e Giovannini, con Renato Rascel, Giovanna Ralli, Mario Carotenuto, Dory Dorika, Xenia Valderi, Cesare Bettarini, Renata Mauro, Dino Curcio, musiche di Gorni Kramer. Prima al Teatro Sistina di Roma (inverno 1957)